# Gámez Orozco
Gámez Orozco är en ort i Mexiko.   Den ligger i kommunen Pabellón de Arteaga och delstaten Aguascalientes, i den centrala delen av landet, 400 km nordväst om huvudstaden Mexico City. Gámez Orozco ligger 1 906 meter över havet och antalet invånare är 179.
Terrängen runt Gámez Orozco är platt åt nordväst, men åt sydost är den kuperad. Runt Gámez Orozco är det ganska tätbefolkat, med 108 invånare per kvadratkilometer. Närmaste större samhälle är Pabellón de Arteaga, 3,7 km sydväst om Gámez Orozco. Omgivningarna runt Gámez Orozco är i huvudsak ett öppet busklandskap.